# Филиал
Филиа́л (лат. filialis «сыновний» ← filius «сын») — обособленное подразделение юридического лица, расположенное вне места нахождения юридического лица и осуществляющее все его функции или их часть, в том числе функции представительства.
Филиалы не являются юридическими лицами. Их наделяет имуществом создавшее их юридическое лицо, и действуют они на основании утверждённых им положений. Руководители филиалов назначаются юридическим лицом и действуют на основании его доверенности. Сведения о филиалах должны быть указаны в учредительных документах создавшего их юридического лица. Филиалы действуют на основании положений о филиалах, которые утверждаются органами юридического лица.

## Филиалы иностранных юридических лиц в России
Филиалы иностранных юридических лиц в России должны быть аккредитованы. В настоящее время аккредитация носит бессрочный характер. Госпошлина за аккредитацию филиала иностранного юридического лица в РФ составляет 120 000 рублей за каждый филиал.
Документы рассматриваются уполномоченным органом 15 рабочих дней. Для большинства иностранных юридических лиц аккредитующим органом является МИФНС № 47 по г. Москве, для кредитных юрлиц — Банк России, для авиакомпаний — Росавиация. Филиал получает свидетельство об аккредитации и внесении в государственный реестр филиалов иностранных юрлиц, аккредитованных на территории РФ.
Иностранные граждане, работающие в филиале, включая его руководителя, также проходят процедуру персональной аккредитации.